# Ravno (gmina Dobje)
Ravno – wieś w Słowenii, w gminie Dobje. W 2018 roku liczyła 64 mieszkańców.